# Cordia sebestena
Cordia sebestena är en strävbladig växtart som beskrevs av Carl von Linné. Cordia sebestena ingår i släktet Cordia, och familjen strävbladiga växter. Utöver nominatformen finns också underarten C. s. caymanensis.

## Bildgalleri

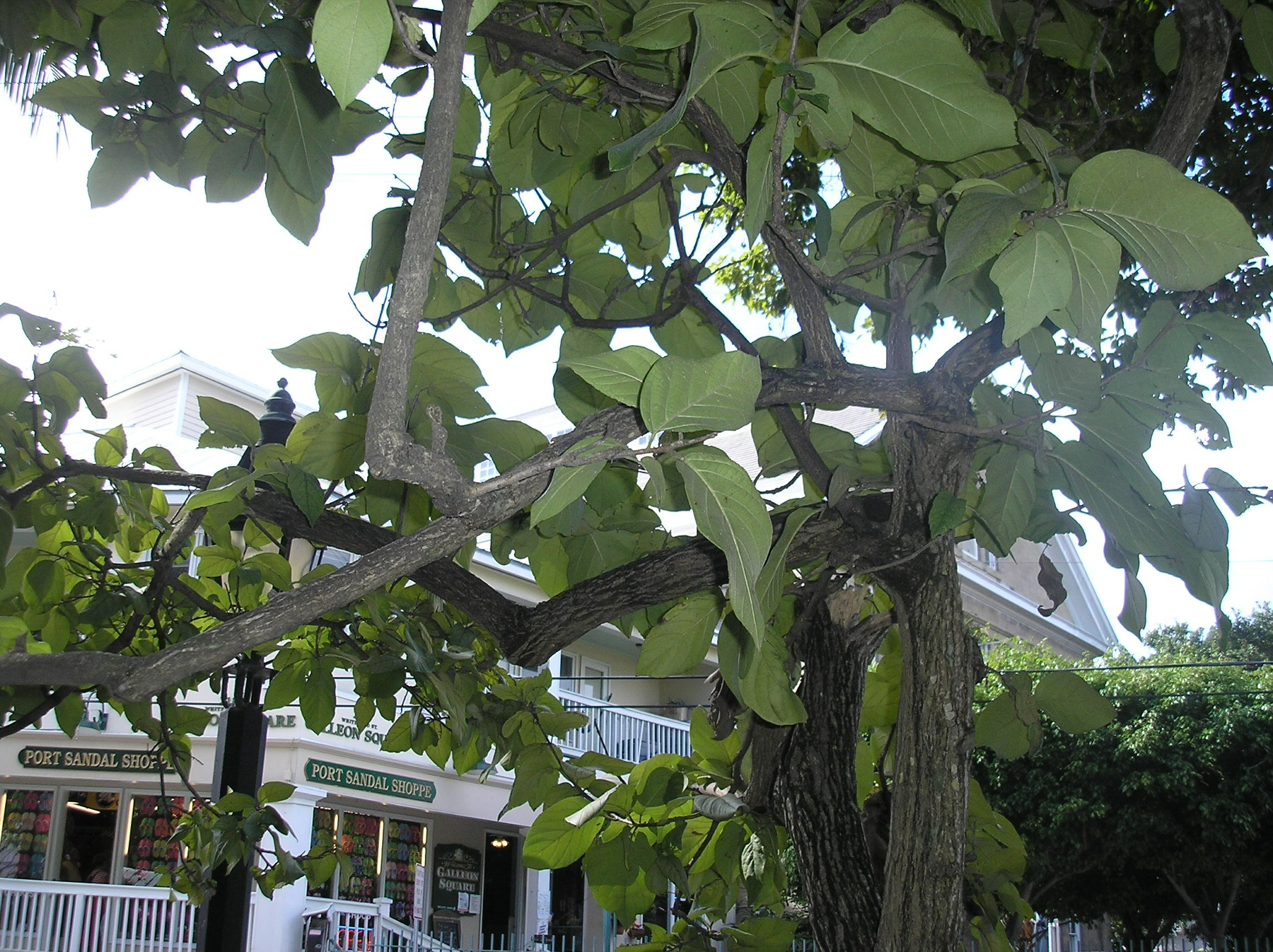
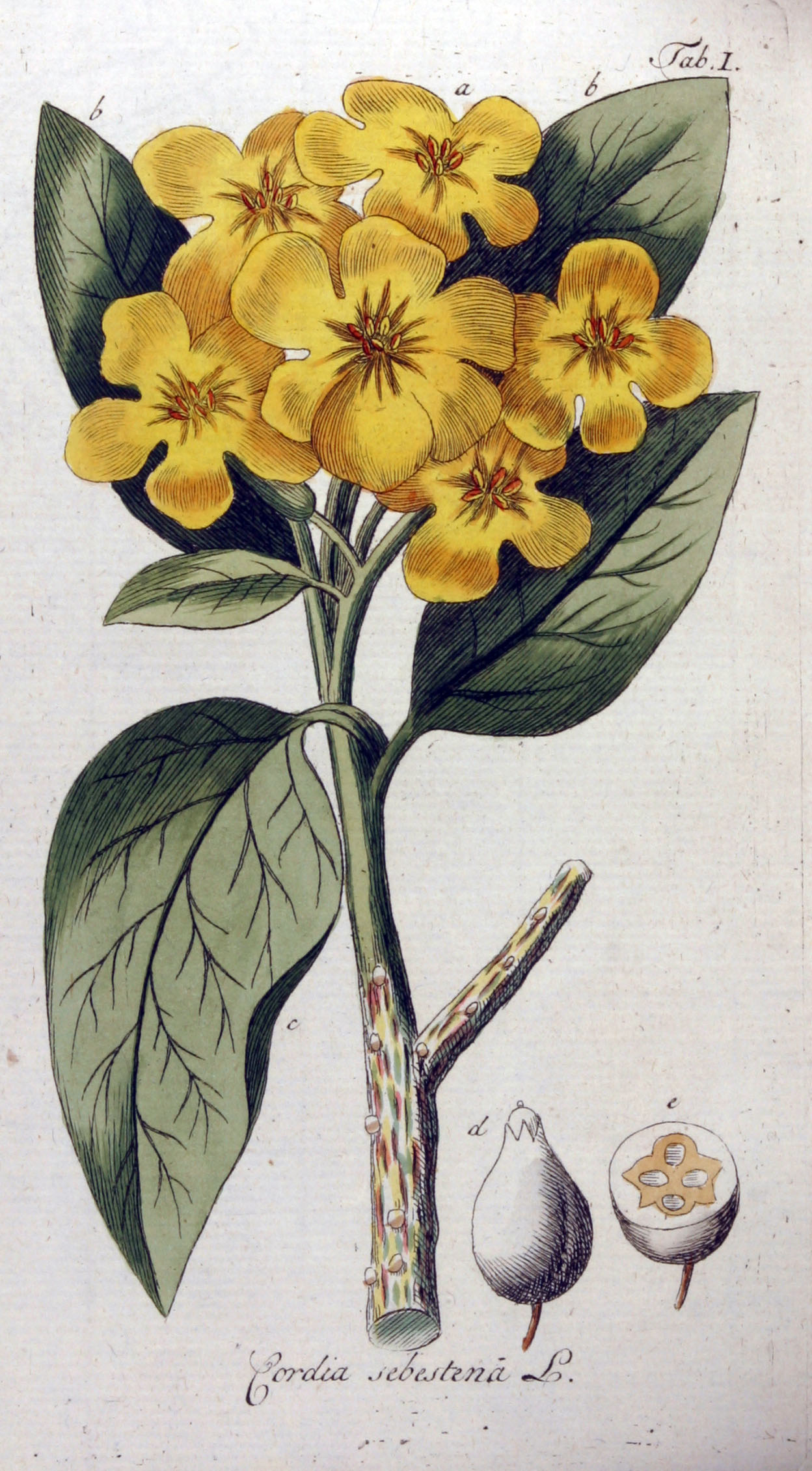
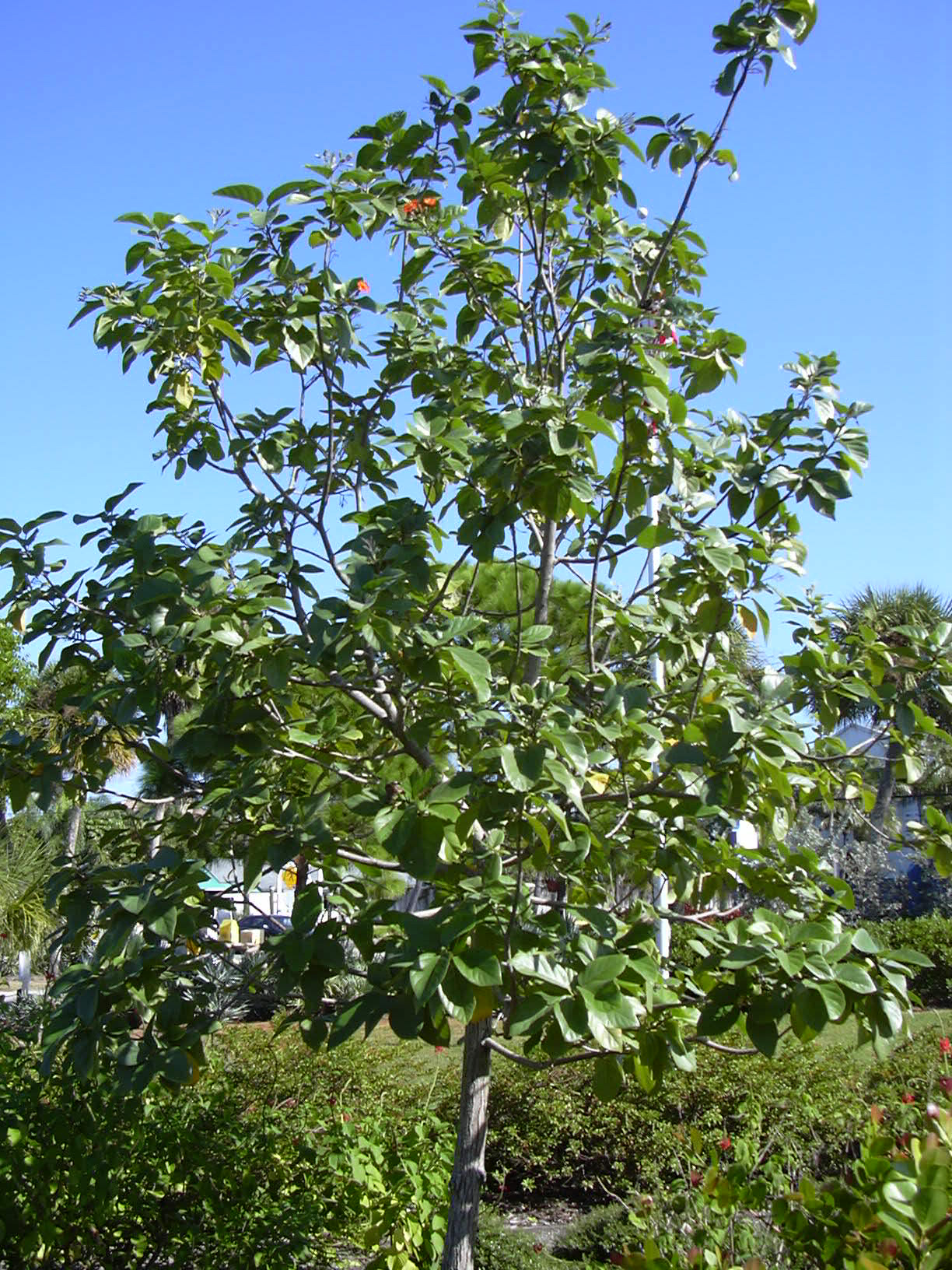
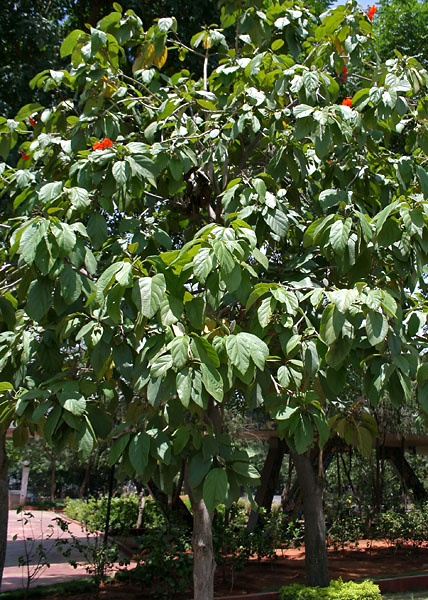
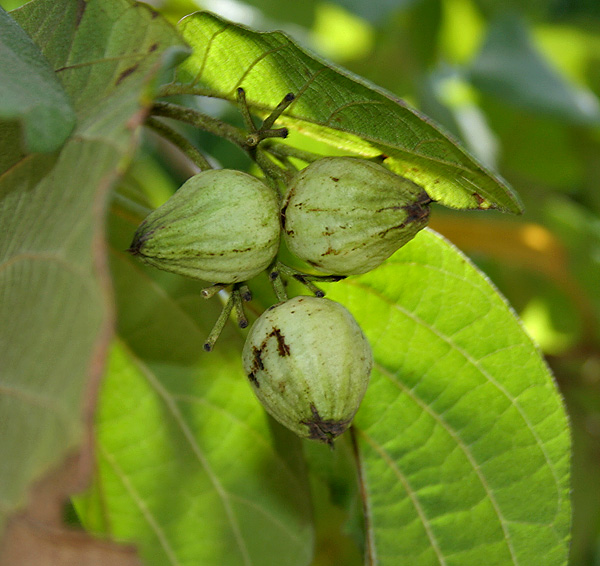
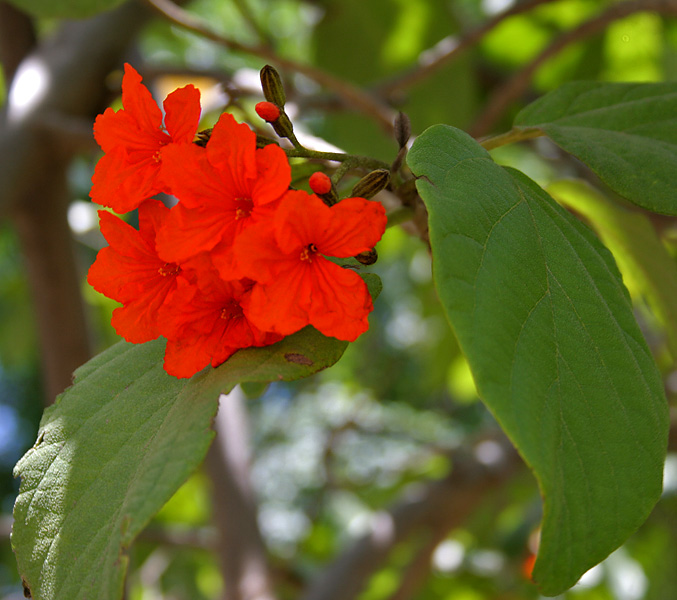
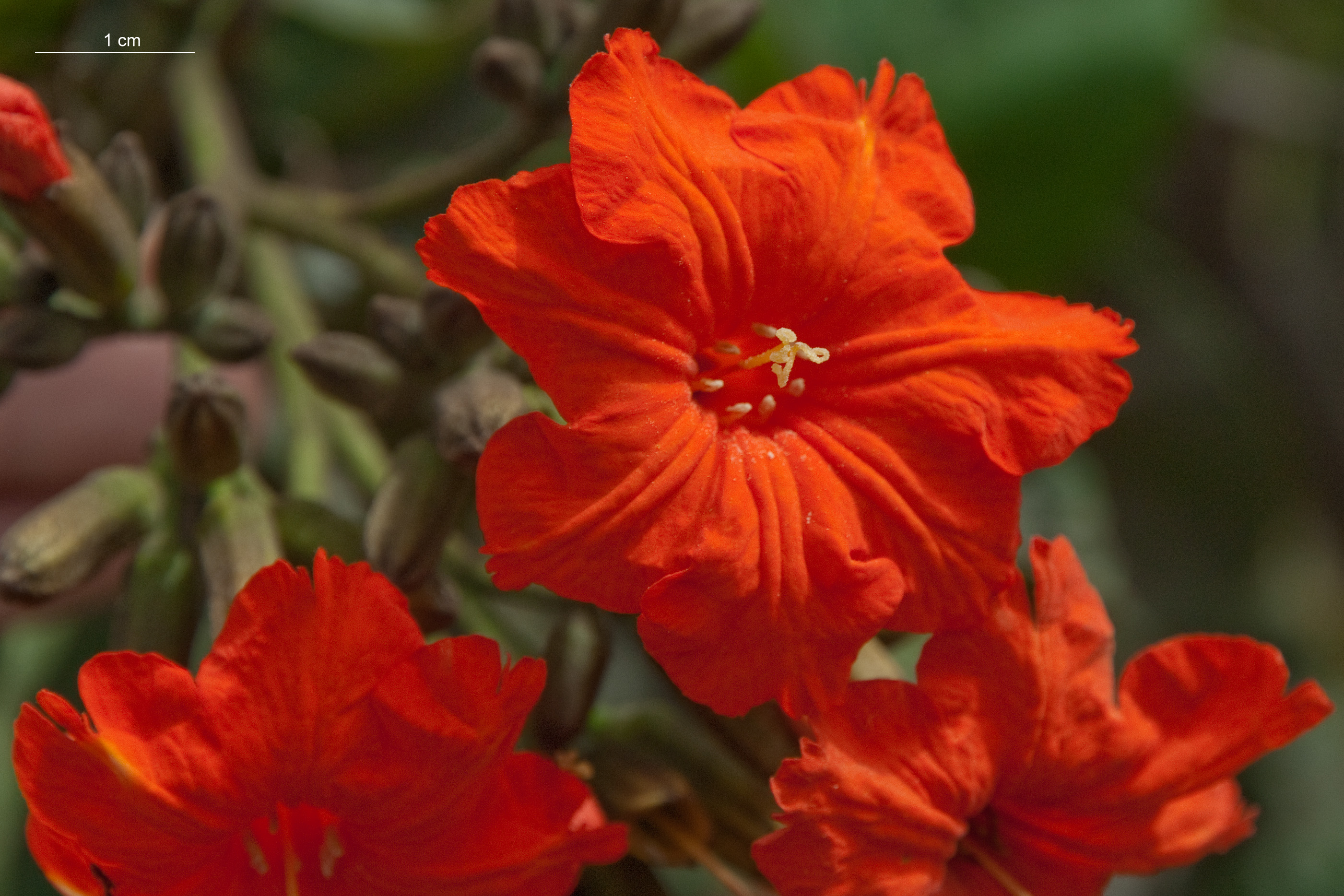